# Brazília az 1960. évi nyári olimpiai játékokon
Brazília az olaszországi Rómában megrendezett 1960. évi nyári olimpiai játékok egyik részt vevő nemzete volt. Az országot az olimpián 14 sportágban 71 sportoló képviselte, akik összesen 2 érmet szereztek.

## Érmesek
| Érem  | Versenyző | Sportág    | Versenyszám       |
| ----- | --- | ---------- | ----------------- |
| Bronz | Nemzeti válogatott Moysés Blás Waldemar Blatskauskas Waldyr Boccardo Zenny de Azevedo Fernando Pereira de Freitas Carmo de Sousa Edson Bispo dos Santos Wlamir Marques Carlos Domingos Massoni Amaury Pasos Jatyr Eduardo Schall Antônio Salvador Sucar | Kosárlabda | Férfi             |
| Bronz | Manuel dos Santos | Úszás      | Férfi 100 m gyors |

## Atlétika
Férfi
| Versenyző         | Versenyszám | Előfutam | Előfutam | Negyeddöntő | Negyeddöntő | Elődöntő | Elődöntő | Döntő   | Döntő    |
| Versenyző         | Versenyszám | Idő      | Hely.    | Idő         | Hely.       | Idő      | Hely.    | Idő     | Helyezés |
| ----------------- | ----------- | -------- | -------- | ----------- | ----------- | -------- | -------- | ------- | -------- |
| Affonso da Silva  | 100 m       | 10,8     | 4.       | kiesett     | kiesett     | kiesett  | kiesett  | kiesett | kiesett  |
| José da Conceição | 200 m       | 21,3     | 2.       | 21,5        | 6.          | kiesett  | kiesett  | kiesett | kiesett  |
| Anubes da Silva   | 400 m       | 48,0     | 4.       | kiesett     | kiesett     | kiesett  | kiesett  | kiesett | kiesett  |
| Anubes da Silva   | 400 m gát   | 52,1     | 3.       |             | kiesett     | kiesett  | kiesett  | kiesett |          |

| Versenyző        | Versenyszám | Selejtező | Selejtező | Döntő    | Döntő    |
| Versenyző        | Versenyszám | Eredmény  | Helyezés  | Eredmény | Helyezés |
| ---------------- | ----------- | --------- | --------- | -------- | -------- |
| Adhemar da Silva | Hármasugrás | 15,61 m   | 13.       | 15,07 m  | 14.      |

Női
| Versenyző        | Versenyszám | Előfutam | Előfutam | Elődöntő | Elődöntő | Döntő   | Döntő    |
| Versenyző        | Versenyszám | Idő      | Hely.    | Idő      | Hely.    | Idő     | Helyezés |
| ---------------- | ----------- | -------- | -------- | -------- | -------- | ------- | -------- |
| Wanda dos Santos | 80 m gát    | 11,7     | 4.       | kiesett  | kiesett  | kiesett | kiesett  |

## Evezés
| Versenyző                                                                               | Versenyszám      | Előfutam | Előfutam | Vigaszág | Vigaszág | Elődöntő | Elődöntő | Döntő   | Döntő   | Helyezés    |
| Versenyző                                                                               | Versenyszám      | Idő      | Hely.    | Idő      | Hely.    | Idő      | Hely.    | Idő     | Hely.   | Helyezés    |
| --------------------------------------------------------------------------------------- | ---------------- | -------- | -------- | -------- | -------- | -------- | -------- | ------- | ------- | ----------- |
| Harri Klein Paulino Leite Ernesto Endter Francisco Todesco Waldemar Scovino (kormányos) | Kormányos négyes | 6:57,48  | 5.       | 7:09,78  | 4.       | kiesett  | kiesett  | kiesett | kiesett | helyezetlen |

## Kerékpározás

### Pálya-kerékpározás
Sprintverseny
| Versenyző       | Versenyszám  | 1. forduló               | 1. forduló | Vigaszág selejtező       | Vigaszág selejtező | Vigaszág döntő                                   | Vigaszág döntő | Nyolcaddöntő                                          | Nyolcaddöntő | Vigaszág selejtező     | Vigaszág selejtező | Vigaszág döntő       | Vigaszág döntő | Negyeddöntő                        | Elődöntő             | Döntő                | Helyezés |
| Versenyző       | Versenyszám  | Ellenfelek Győztes idő   | Hely.      | Ellenfél Győztes idő     | Hely.              | Ellenfelek Győztes idő                           | Hely.          | Ellenfelek Győztes idő                                | Hely.        | Ellenfelek Győztes idő | Hely.              | Ellenfél Győztes idő | Hely.          | Ellenfél Győztes idő               | Ellenfél Győztes idő | Ellenfél Győztes idő | Helyezés |
| --------------- | ------------ | ------------------------ | ---------- | ------------------------ | ------------------ | ------------------------------------------------ | -------------- | ----------------------------------------------------- | ------------ | ---------------------- | ------------------ | -------------------- | -------------- | ---------------------------------- | -------------------- | -------------------- | -------- |
| Anésio Argenton | Férfi egyéni | Leo Sterckx (BEL) · 11,4 | 2.         | Karl Barton (GBR) · 12,3 | 1.                 | Imants Bodnieks (URS) · Luis Muciño (MEX) · 12,5 | 2.             | Ron Baensch (AUS) · Valentino Gasparella (ITA) · 11,4 | 1.           |                        |                    |                      |                | Sante Gaiardoni (ITA) · 11,6, 11,3 | kiesett              | kiesett              | 5.       |

Időfutam
| Versenyző       | Versenyszám  | Idő     | Helyezés |
| --------------- | ------------ | ------- | -------- |
| Anésio Argenton | Férfi egyéni | 1:09,96 | 6.       |

## Kosárlabda
| Brazil férfi kosárlabdacsapat-játékoskeret                                                                                | Brazil férfi kosárlabdacsapat-játékoskeret                                                                                         |
| --- | --- |
| - Moysés Blás - Waldemar Blatskauskas - Waldyr Boccardo - Zenny de Azevedo - Fernando Pereira de Freitas - Carmo de Sousa | - Edson Bispo dos Santos - Wlamir Marques - Carlos Domingos Massoni - Amaury Pasos - Jatyr Eduardo Schall - Antônio Salvador Sucar |

### Eredmények
Csoportkör
C csoport
| Csapat            | M | Gy | V | P+  | P–  | Pk  |
| ----------------- | - | -- | - | --- | --- | --- |
| Brazília (BRA)    | 3 | 3  | 0 | 213 | 198 | +15 |
| Szovjetunió (URS) | 3 | 2  | 1 | 220 | 170 | +50 |
| Mexikó (MEX)      | 3 | 1  | 2 | 189 | 210 | –21 |
| Puerto Rico (PUR) | 3 | 0  | 3 | 199 | 243 | –44 |

| 1960. augusztus 26. 20:00 | Brazília (BRA) | 75 – 72 | Puerto Rico (PUR) |  |
| 1960. augusztus 26. 20:00 | (33 – 35)      |         |                   |  |

| 1960. augusztus 27. 21:30 | Brazília (BRA) | 58 – 54 | Szovjetunió (URS) |  |
| 1960. augusztus 27. 21:30 | (28 – 23)      |         |                   |  |

| 1960. augusztus 29. 21:30 | Brazília (BRA) | 80 – 72 | Mexikó (MEX) |  |
| 1960. augusztus 29. 21:30 | (28 – 32)      |         |              |  |

Középdöntő
E csoport
| Csapat              | M | Gy | V | P+  | P–  | Pk  |
| ------------------- | - | -- | - | --- | --- | --- |
| Brazília (BRA)      | 3 | 3  | 0 | 240 | 221 | +19 |
| Olaszország (ITA)   | 3 | 2  | 1 | 226 | 216 | +10 |
| Csehszlovákia (TCH) | 3 | 1  | 2 | 236 | 237 | –1  |
| Lengyelország (POL) | 3 | 0  | 3 | 211 | 239 | –28 |

| 1960. szeptember 1. 21:30 | Brazília (BRA) | 78 – 75 | Olaszország (ITA) |  |
| 1960. szeptember 1. 21:30 | (29 – 39)      |         |                   |  |

| 1960. szeptember 2. 20:00 | Brazília (BRA) | 77 – 68 | Lengyelország (POL) |  |
| 1960. szeptember 2. 20:00 | (39 – 46)      |         |                     |  |

| 1960. szeptember 3. 21:30 | Brazília (BRA) | 85 – 78 | Csehszlovákia (TCH) |  |
| 1960. szeptember 3. 21:30 | (43 – 30)      |         |                     |  |

Döntő csoport
| 1960. szeptember 8. 21:00 | Szovjetunió (URS) | 64 – 62 | Brazília (BRA) |  |
| 1960. szeptember 8. 21:00 | (28 – 32)         |         |                |  |

| 1960. szeptember 10. 22:30 | Egyesült Államok (USA) | 90 – 63 | Brazília (BRA) |  |
| 1960. szeptember 10. 22:30 | (50 – 24)              |         |                |  |

A táblázat tartalmazza a középdöntőben lejátszott Brazília – Olaszország 78–75-ös eredményt.
| Csapat                 | M | Gy | V | P+  | P–  | Pk  |
| ---------------------- | - | -- | - | --- | --- | --- |
| Egyesült Államok (USA) | 3 | 3  | 0 | 283 | 201 | +82 |
| Szovjetunió (URS)      | 3 | 2  | 1 | 199 | 213 | –14 |
| Brazília (BRA)         | 3 | 1  | 2 | 203 | 229 | –26 |
| Olaszország (ITA)      | 3 | 0  | 3 | 226 | 268 | –42 |

| Csapat         | Helyezés |
| -------------- | -------- |
| Brazília (BRA) |          |

## Labdarúgás
| Brazil labdarúgócsapat-játékoskeret                                          | Brazil labdarúgócsapat-játékoskeret                                          |
| ---------------------------------------------------------------------------- | ---------------------------------------------------------------------------- |
| - Carlos Alberto - Brandão - China - Chiquinho - Dary - Décio - Roberto Dias | - Paulinho Ferreira - Gérson - Jurandir - Nonô - Rubens - Valdir - Wanderley |

### Eredmények
Csoportkör
B csoport
| Csapat            | M | Gy | D | V | G+ | G– | Gk | P |
| ----------------- | - | -- | - | - | -- | -- | -- | - |
| Olaszország       | 3 | 2  | 1 | 0 | 9  | 4  | +5 | 5 |
| Brazília          | 3 | 2  | 0 | 1 | 10 | 6  | +4 | 4 |
| Nagy-Britannia    | 3 | 1  | 1 | 1 | 8  | 8  | 0  | 3 |
| Kínai Köztársaság | 3 | 0  | 0 | 3 | 3  | 12 | –9 | 0 |

| 1960. augusztus 26. 21:00 |

| Brazília (BRA)                        | 4–3               | Nagy-Britannia          |
| ------------------------------------- | ----------------- | ----------------------- |
| Gérson 2' China 61' 72' Wanderley 64' | (1–1) Jegyzőkönyv | Brown 32' 87' Lewis 47' |

| Livorno Játékvezető: Kandelbinder (nyugat-német) |

| 1960. augusztus 29. 16:00 |

| Brazília (BRA)                          | 5–0               | Kínai Köztársaság |
| --------------------------------------- | ----------------- | ----------------- |
| Gérson 13' 16' 47' Roberto Dias 73' 87' | (2–0) Jegyzőkönyv |                   |

| Róma Játékvezető: Erlich (jugoszláv) |

| 1960. szeptember 1. 21:00 |

| Olaszország (ITA)          | 3–1               | Brazília  |
| -------------------------- | ----------------- | --------- |
| Rivera 69' Rossano 70' 86' | (0–1) Jegyzőkönyv | Waldir 4' |

| Firenze Játékvezető: Schwinte (francia) |

| Csapat         | Helyezés |
| -------------- | -------- |
| Brazília (BRA) | 6.       |

## Lovaglás
Díjugratás
| Versenyző                                        | Ló                     | Versenyszám | 1. forduló    | 1. forduló    | 2. forduló    | 2. forduló    | Összesen    | Összesen    |
| Versenyző                                        | Ló                     | Versenyszám | Pont          | Hely.         | Pont          | Hely.         | Pont        | Helyezés    |
| ------------------------------------------------ | ---------------------- | ----------- | ------------- | ------------- | ------------- | ------------- | ----------- | ----------- |
| Oscar da Silva                                   | Cerrito                | Egyéni      | 34,00         | 36.           | nem ért célba | nem ért célba | helyezetlen | helyezetlen |
| Renyldo Ferreira                                 | Marengo                | Egyéni      | 50,00         | 44.           | nem ért célba | nem ért célba | helyezetlen | helyezetlen |
| Mario Leite Neto                                 | Sultão                 | Egyéni      | 29,75         | 32.           | nem ért célba | nem ért célba | helyezetlen | helyezetlen |
| Oscar da Silva Renyldo Ferreira Mario Leite Neto | Cerrito Marengo Sultão | Csapat      | nem ért célba | nem ért célba | kiesett       | kiesett       | helyezetlen | helyezetlen |

## Műugrás
Férfi
| Versenyző        | Versenyszám    | Selejtező | Selejtező | Elődöntő | Elődöntő | Elődöntő | Döntő   | Döntő   | Döntő    |
| Versenyző        | Versenyszám    | Pont      | Helyezés  | Pont     | Össz.    | Helyezés | Pont    | Össz.   | Helyezés |
| ---------------- | -------------- | --------- | --------- | -------- | -------- | -------- | ------- | ------- | -------- |
| Fernando Ribeiro | Egyéni műugrás | 49,27     | 22.       | kiesett  | kiesett  | kiesett  | kiesett | kiesett | kiesett  |

## Ökölvívás
| Versenyző        | Versenyszám   | Selejtező         | 32-es főtábla               | Nyolcaddöntő                | Negyeddöntő       | Elődöntő          | Döntő             | Helyezés |
| Versenyző        | Versenyszám   | Ellenfél Eredmény | Ellenfél Eredmény           | Ellenfél Eredmény           | Ellenfél Eredmény | Ellenfél Eredmény | Ellenfél Eredmény | Helyezés |
| ---------------- | ------------- | ----------------- | --------------------------- | --------------------------- | ----------------- | ----------------- | ----------------- | -------- |
| José Martins     | Légsúly       | erőnyerő          | Mircea Dobrescu (ROU) · 0-5 | kiesett                     | kiesett           | kiesett           | kiesett           | 17.      |
| Waldomiro Pinto  | Harmatsúly    | erőnyerő          | Oleg Grigorjev (URS) · 0-5  | kiesett                     | kiesett           | kiesett           | kiesett           | 17.      |
| Jorge Salomão    | Kisváltósúly  | erőnyerő          | Miguel Amarista (VEN) · 2-3 | kiesett                     | kiesett           | kiesett           | kiesett           | 17.      |
| Hélio Crescêncio | Nagyváltósúly |                   | Michael Reid (IRL) · 1-4    | kiesett                     | kiesett           | kiesett           | kiesett           | 17.      |
| José Leite       | Félnehézsúly  |                   | erőnyerő                    | Rafael Gargiulo (ARG) · RSC | kiesett           | kiesett           | kiesett           | 9.       |

## Öttusa
| Versenyző                                 | Versenyszám | Lovaglás | Lovaglás | Lovaglás | Lovaglás | Vívás    | Vívás | Vívás | Lövészet | Lövészet | Lövészet | Úszás  | Úszás | Úszás | Futás   | Futás | Futás | Összesen    | Összesen |
| Versenyző                                 | Versenyszám | Idő      | Bünt.    | Pont     | Hely.    | Eredmény | Pont  | Hely. | Pontszám | Pont     | Hely.    | Idő    | Pont  | Hely. | Idő     | Pont  | Hely. | Összes pont | Helyezés |
| ----------------------------------------- | ----------- | -------- | -------- | -------- | -------- | -------- | ----- | ----- | -------- | -------- | -------- | ------ | ----- | ----- | ------- | ----- | ----- | ----------- | -------- |
| Justo Botelho                             | Egyéni      | 10:14,0  | 60       | 718      | 50.      | 31–26    | 724   | 24.   | 187      | 840      | 17.      | 4:12,0 | 940   | 17.   | 14:44,9 | 1048  | 20.   | 4270        | 27.      |
| Wenceslau Malta                           | Egyéni      | 8:18,0   | 60       | 1066     | 17.      | 25–32    | 586   | 40.   | 188      | 860      | 12.      | 4:50,7 | 750   | 43.   | 15:27,1 | 919   | 32.   | 4181        | 32.      |
| José Wilson                               | Egyéni      | 10:09,0  | 360      | 433      | 56.      | 19–38    | 448   | 51.   | 185      | 800      | 28.      | 4:16,0 | 920   | 20.   | 15:27,3 | 919   | 33.   | 3520        | 50.      |
| Justo Botelho Wenceslau Malta José Wilson | Csapat      |          |          | 2217     | 16.      |          | 1724  | 14.   |          | 2500     | 5.       |        | 2610  | 10.   |         | 2886  | 8.    | 11937       | 13.      |

## Sportlövészet
Férfi
| Versenyző               | Versenyszám           | Selejtező | Selejtező | Selejtező | Döntő   | Döntő    |
| Versenyző               | Versenyszám           | Csoport   | Pont      | Helyezés  | Pont    | Helyezés |
| ----------------------- | --------------------- | --------- | --------- | --------- | ------- | -------- |
| Amaury Rocha            | Gyorstüzelő pisztoly  |           |           |           | 556     | 42.      |
| Amaury Rocha            | Szabadpisztoly        | B         | 336       | 25.       | 503     | 50.      |
| Álvaro dos Santos Filho | Szabadpisztoly        | A         | 341       | 21.       | 518     | 43.      |
| Luiz Martins            | Sportpuska, fekvő     | B         | 387       | 9.        | 577     | 33.      |
| Luiz Martins            | Sportpuska, összetett | B         | 525       | 28.       | kiesett | =57.     |

## Súlyemelés
| Versenyző      | Versenyszám | Nyomás   | Nyomás   | Szakítás | Szakítás | Lökés    | Lökés    | Összesen | Helyezés |
| Versenyző      | Versenyszám | Eredmény | Helyezés | Eredmény | Helyezés | Eredmény | Helyezés | Összesen | Helyezés |
| -------------- | ----------- | -------- | -------- | -------- | -------- | -------- | -------- | -------- | -------- |
| Bruno Barabani | 90 kg       | 120,0    | =15.     | 117,5    | =14.     | 152,5    | 14.      | 390,0    | 15.*     |

* - egy másik versenyzővel azonos eredményt ért el

## Úszás
Férfi
| Versenyző                                                                  | Versenyszám            | Előfutam | Előfutam | Előfutam | Elődöntő | Elődöntő | Elődöntő | Döntő   | Döntő    |
| Versenyző                                                                  | Versenyszám            | Idő      | Hely.    | Össz.    | Idő      | Hely.    | Össz.    | Idő     | Helyezés |
| -------------------------------------------------------------------------- | ---------------------- | -------- | -------- | -------- | -------- | -------- | -------- | ------- | -------- |
| Fernando de Abreu                                                          | 100 m gyors            | 1:00,1   | 5.       | 36.      | kiesett  | kiesett  | kiesett  | kiesett | kiesett  |
| Manuel dos Santos                                                          | 100 m gyors            | 56,3     | 2.       | 3.*      | 56,3     | 1.       | 4.*      | 55,4    |          |
| Athos de Oliveira Filho                                                    | 100 m hát              | 1:07,9   | 6.       | 28.      | kiesett  | kiesett  | kiesett  | kiesett | kiesett  |
| Farid Zablith Filho                                                        | 200 m mell             | 2:48,6   | 5.       | 26.      | kiesett  | kiesett  | kiesett  | kiesett | kiesett  |
| Aldo Perseke                                                               | 200 m pillangó         | 2:50,8   | 6.       | 32.      | kiesett  | kiesett  | kiesett  | kiesett | kiesett  |
| Athos de Oliveira Filho Farid Zablith Filho Aldo Perseke Fernando de Abreu | 4 × 100 m vegyes váltó | 4:30,1   | 6.       | 16.      |          |          |          | kiesett | kiesett  |

* - egy másik versenyzővel azonos időt ért el

## Vitorlázás
Nyílt
| Versenyző                        | Versenyszám     | Futam | Futam | Futam | Futam | Futam | Futam | Futam | Pontszám | Helyezés |
| Versenyző                        | Versenyszám     | 1     | 2     | 3     | 4     | 5     | 6     | 7     | Pontszám | Helyezés |
| -------------------------------- | --------------- | ----- | ----- | ----- | ----- | ----- | ----- | ----- | -------- | -------- |
| Reinaldo Conrad                  | Finn dingi      | 469   | 1168  | 645   | 1645  | 645   | (390) | 604   | 5176     | 5.       |
| Cid Nascimento Jorge Pontual     | Csillaghajó     | 516   | (402) | 562   | 738   | 613   | 475   | 562   | 3466     | 9.       |
| Roberto da Rosa Wolfgang Richter | Repülő hollandi | 270   | 362   | 291   | 231   | 270   | (0)   | 0     | 1424     | 26.      |

## Vízilabda
| Brazil férfi vízilabdacsapat-játékoskeret                                    | Brazil férfi vízilabdacsapat-játékoskeret                                       |
| ---------------------------------------------------------------------------- | ------------------------------------------------------------------------------- |
| - Everardo da Cruz Filho - Rolando da Cruz - Luiz Daniel - Hilton de Almeida | - Márvio dos Santos - João Gonçalves Filho - Adhemar Grijó Filho - Henry Sanson |

### Eredmények
Csoportkör
B csoport
| Csapat                      | M | Gy | D | V | G+ | G– | Gk  | P |
| --------------------------- | - | -- | - | - | -- | -- | --- | - |
| Szovjetunió (URS)           | 3 | 3  | 0 | 0 | 20 | 10 | +10 | 6 |
| Egyesült Német Csapat (EUA) | 3 | 2  | 0 | 1 | 15 | 9  | +6  | 4 |
| Argentína (ARG)             | 3 | 0  | 1 | 2 | 7  | 14 | –7  | 1 |
| Brazília (BRA)              | 3 | 0  | 1 | 2 | 7  | 16 | –9  | 1 |

| 1960. augusztus 25. 21:30 | Argentína (ARG) | 2 – 2 | Brazília (BRA) |  |
| 1960. augusztus 25. 21:30 | (0 – 1)         |       |                |  |
| 1960. augusztus 25. 21:30 |                 |       |                |  |

| 1960. augusztus 26. 21:00 | Egyesült Német Csapat (EUA) | 6 – 3 | Brazília (BRA) |  |
| 1960. augusztus 26. 21:00 | (3 – 1)                     |       |                |  |
| 1960. augusztus 26. 21:00 |                             |       |                |  |

| 1960. augusztus 29. 11:00 | Szovjetunió (URS) | 8 – 2 | Brazília (BRA) |  |
| 1960. augusztus 29. 11:00 | (5 – 1)           |       |                |  |
| 1960. augusztus 29. 11:00 |                   |       |                |  |

| Csapat         | Helyezés |
| -------------- | -------- |
| Brazília (BRA) | 12.      |